# 科馬拉帕 (瓊塔萊斯省)
科馬拉帕（西班牙語：Comalapa），是尼加拉瓜的城鎮，位於該國中部，由瓊塔萊斯省負責管轄，面積644平方公里，海拔高度277米，2005年人口11,785，人口密度每平方公里18.3人。
12°17′N 85°30′W / 12.283°N 85.500°W